# Aphanopetalum clematideum
Aphanopetalum clematideum là một loài thực vật có hoa trong họ Aphanopetalaceae. Loài này được (J.Drumm. ex Harv.) Domin miêu tả khoa học đầu tiên năm 1925.